# Cunheira
Cunheira es una freguesia portuguesa del concelho de Alter do Chão, con 35,23 km² de superficie y 457 habitantes (2001). Su densidad de población es de 13,0 hab/km².